# Olympische Sommerspiele 1976/Radsport – Straßenrennen (Männer)
Das Straßenrennen der Männer bei den Olympischen Spielen 1976 in Montréal fand am 29. Juli 1976 statt.
Austragungsort war der Rundkurs der UCI-Weltmeisterschaften 1974 am Mont Royal. Auf den regennassen Straßen von Montréal setzte sich in der sechsten Runde des Rennens eine Gruppe von 10 Fahrern vom Hauptfeld ab. Hiervon löste sich in der letzten Runde der Schwede Bernt Johansson und wurde mit einem Vorsprung von 31 Sekunden Olympiasieger. Als Zweiter kam der bundesdeutsche Fahrer Klaus-Peter Thaler, der den Sprint der Verfolgergruppe gewann, ins Ziel. Da er aber die gerade Fahrlinie verlassen und dadurch angeblich andere Fahrer behindert hatte, wurde er von der Jury distanziert und auf Platz neun gesetzt. Davon profitierten der Italiener Giuseppe Martinelli und der Pole Mieczysław Nowicki, die dadurch Silber und Bronze gewannen und das obwohl die beiden den gleichen Verstoß begangen hatten wie Thaler. Wie später bekannt wurde, setzte sich die Jury aus einem Italiener, einem Polen und aus einem Kampfrichter aus der DDR zusammen.

## Ergebnisse
| Rang | Athlet                           | Nation                          | Zeit (h) |
| ---- | -------------------------------- | ------------------------------- | -------- |
| 1    | Bernt Johansson                  | Schweden                        | 4:46:52  |
| 2    | Giuseppe Martinelli              | Italien                         | 4:47:23  |
| 3    | Mieczysław Nowicki               | Polen                           | 4:47:23  |
| 4    | Alfons De Wolf                   | Belgien                         | 4:47:23  |
| 5    | Nikolai Gorelow                  | Sowjetunion                     | 4:47:23  |
| 6    | George Mount                     | Vereinigte Staaten              | 4:47:23  |
| 7    | Jean-René Bernaudeau             | Frankreich                      | 4:47:23  |
| 8    | Vittorio Algeri                  | Italien                         | 4:47:23  |
| 9    | Klaus-Peter Thaler               | BR Deutschland                  | 4:47:23  |
| 10   | Bernardo Alfonsel                | Spanien                         | 4:47:27  |
| 11   | Stanisław Szozda                 | Polen                           | 4:49:01  |
| 12   | Ryszard Szurkowski               | Polen                           | 4:49:01  |
| 13   | Vlastimil Moravec                | Tschechoslowakei                | 4:49:01  |
| 14   | Carlos Cardet                    | Kuba                            | 4:49:01  |
| 15   | Garry Bell                       | Neuseeland                      | 4:49:01  |
| 16   | Karl-Dietrich Diers              | Deutsche Demokratische Republik | 4:49:01  |
| 17   | Alexander Awerin                 | Sowjetunion                     | 4:49:01  |
| 18   | Herbert Spindler                 | Österreich                      | 4:49:01  |
| 19   | Wilfried Trott                   | BR Deutschland                  | 4:49:01  |
| 20   | Harry Hannus                     | Finnland                        | 4:49:01  |
| 21   | Roman Humenberger                | Österreich                      | 4:49:01  |
| 22   | Álvaro Pachón Morales            | Kolumbien                       | 4:49:01  |
| 23   | Luis Manrique                    | Kolumbien                       | 4:49:01  |
| 24   | Pierre Harvey                    | Kanada                          | 4:49:01  |
| 25   | Arie Hassink                     | Niederlande                     | 4:49:01  |
| 26   | Roberto Ceruti                   | Italien                         | 4:49:01  |
| 27   | Wolfgang Steinmayr               | Österreich                      | 4:49:01  |
| 28   | Clyde Sefton                     | Australien                      | 4:49:01  |
| 29   | Sven-Åke Nilsson                 | Schweden                        | 4:49:01  |
| 30   | Jan Brzeźny                      | Polen                           | 4:49:01  |
| 31   | Carmelo Barone                   | Italien                         | 4:49:01  |
| 32   | Rafael Ladrón de Guevara         | Spanien                         | 4:49:01  |
| 33   | Juan José Moral                  | Spanien                         | 4:49:01  |
| 34   | Remo Sansonetti                  | Australien                      | 4:49:01  |
| 35   | Joe Waugh                        | Großbritannien                  | 4:49:01  |
| 36   | Frank Hoste                      | Belgien                         | 4:49:01  |
| 37   | Hans-Peter Jakst                 | BR Deutschland                  | 4:49:01  |
| 38   | Thorleif Andresen                | Norwegen                        | 4:49:01  |
| 39   | Waleri Andrejewitsch Tschaplygin | Sowjetunion                     | 4:49:01  |
| 40   | Leo van Vliet                    | Niederlande                     | 4:49:01  |
| 41   | Petr Bucháček                    | Tschechoslowakei                | 4:54:26  |
| 42   | John Howard                      | Vereinigte Staaten              | 4:54:26  |
| 43   | Dudley Hayton                    | Großbritannien                  | 4:54:26  |
| 44   | Aavo Pikkuus                     | Sowjetunion                     | 4:54:49  |
| 45   | Rubén Camacho                    | Mexiko                          | 4:54:49  |
| 46   | Peter Weibel                     | BR Deutschland                  | 4:54:49  |
| 47   | Dirk Heirweg                     | Belgien                         | 4:55:41  |
| 48   | Eddy Schepers                    | Belgien                         | 4:55:41  |
| 49   | Stojan Bobekow                   | Bulgarien                       | 4:58:35  |
| 50   | Ad Tak                           | Niederlande                     | 5:00:19  |
| 51   | Rudolf Mitteregger               | Österreich                      | 5:00:19  |
| 52   | Vern Hanaray                     | Neuseeland                      | 5:00:19  |
| 53   | Ramón Noriega                    | Venezuela                       | 5:03:13  |
| 54   | Gilles Durand                    | Kanada                          | 5:03:13  |
| 55   | Geir Digerud                     | Norwegen                        | 5:04:42  |
| 56   | David Boll                       | Vereinigte Staaten              | 5:05:00  |
| 57   | Richard Trinkler                 | Schweiz                         | 5:05:00  |
| 58   | José Ollarves                    | Venezuela                       | 5:07:09  |
|      | Juan Carlos Haedo                | Argentinien                     | DNF      |
|      | Osvaldo Benvenuti                | Argentinien                     | DNF      |
|      | Oswaldo Frossasco                | Argentinien                     | DNF      |
|      | Raúl Labbate                     | Argentinien                     | DNF      |
|      | Alan Goodrope                    | Australien                      | DNF      |
|      | Peter Kesting                    | Australien                      | DNF      |
|      | Marco Soria                      | Bolivien                        | DNF      |
|      | Martin Martinow                  | Bulgarien                       | DNF      |
|      | Iwan Popow                       | Bulgarien                       | DNF      |
|      | Nedjalko Stojanow                | Bulgarien                       | DNF      |
|      | Carlos Alvarado                  | Costa Rica                      | DNF      |
|      | Verner Blaudzun                  | Dänemark                        | DNF      |
|      | Jørgen Emil Hansen               | Dänemark                        | DNF      |
|      | Bent Pedersen                    | Dänemark                        | DNF      |
|      | Willy Skibby                     | Dänemark                        | DNF      |
|      | Gerhard Lauke                    | Deutsche Demokratische Republik | DNF      |
|      | Hans-Joachim Hartnick            | Deutsche Demokratische Republik | DNF      |
|      | Siegbert Schmeißer               | Deutsche Demokratische Republik | DNF      |
|      | René Bittinger                   | Frankreich                      | DNF      |
|      | Francis Duteil                   | Frankreich                      | DNF      |
|      | Christian Jourdan                | Frankreich                      | DNF      |
|      | Michail Kountras                 | Griechenland                    | DNF      |
|      | Phil Griffith                    | Großbritannien                  | DNF      |
|      | Bill Nickson                     | Großbritannien                  | DNF      |
|      | Kwong Chi Yan                    | Hongkong                        | DNF      |
|      | Chan Fai Lui                     | Hongkong                        | DNF      |
|      | Tang Kam Man                     | Hongkong                        | DNF      |
|      | Chan Lam Hams                    | Hongkong                        | DNF      |
|      | Mohamed Ali Acha-Cheloi          | Iran                            | DNF      |
|      | Hassan Arianfard                 | Iran                            | DNF      |
|      | Asghar Khodayari                 | Iran                            | DNF      |
|      | Mahmoud Delshad                  | Iran                            | DNF      |
|      | Alan McCormack                   | Irland                          | DNF      |
|      | Oliver McQuaid                   | Irland                          | DNF      |
|      | Errol Walters                    | Jamaika                         | DNF      |
|      | Lucien Didier                    | Luxemburg                       | DNF      |
|      | Marcel Thull                     | Luxemburg                       | DNF      |
|      | Tom Morris                       | Kanada                          | DNF      |
|      | Brian Chewter                    | Kanada                          | DNF      |
|      | Miguel Samacá                    | Kolumbien                       | DNF      |
|      | Abelardo Ríos                    | Kolumbien                       | DNF      |
|      | Roberto Menéndez                 | Kuba                            | DNF      |
|      | Gregorio Aldo Arencibia          | Kuba                            | DNF      |
|      | Jorge Pérez                      | Kuba                            | DNF      |
|      | Yahya Ahmad                      | Malaysia                        | DNF      |
|      | José Castañeda                   | Mexiko                          | DNF      |
|      | Luis Rosendo Ramos               | Mexiko                          | DNF      |
|      | Rodolfo Vitela                   | Mexiko                          | DNF      |
|      | Jamie Richards                   | Neuseeland                      | DNF      |
|      | Miguel Espinoza                  | Nicaragua                       | DNF      |
|      | David Iornos                     | Nicaragua                       | DNF      |
|      | Hamblin González                 | Nicaragua                       | DNF      |
|      | Manuel Largaespada               | Nicaragua                       | DNF      |
|      | Frits Schür                      | Niederlande                     | DNF      |
|      | Stein Bråthen                    | Norwegen                        | DNF      |
|      | Pål Henning Hansen               | Norwegen                        | DNF      |
|      | Daniele Cesaretti                | San Marino                      | DNF      |
|      | Leif Hansson                     | Schweden                        | DNF      |
|      | Alf Segersäll                    | Schweden                        | DNF      |
|      | Paulino Martínez                 | Spanien                         | DNF      |
|      | Hansjörg Aemisegger              | Schweiz                         | DNF      |
|      | Serge Demierre                   | Schweiz                         | DNF      |
|      | Robert Thalmann                  | Schweiz                         | DNF      |
|      | Chartchai Juntrat                | Thailand                        | DNF      |
|      | Prajin Rungrote                  | Thailand                        | DNF      |
|      | Panya Singprayool-Dinmuong       | Thailand                        | DNF      |
|      | Arlee Wararong                   | Thailand                        | DNF      |
|      | Petr Matoušek                    | Tschechoslowakei                | DNF      |
|      | Vladimír Vondráček               | Tschechoslowakei                | DNF      |
|      | Carlos Alcantara                 | Uruguay                         | DNF      |
|      | Washington Díaz                  | Uruguay                         | DNF      |
|      | Víctor González                  | Uruguay                         | DNF      |
|      | Waldemar Pedrazzi                | Uruguay                         | DNF      |
|      | Mike Neel                        | Vereinigte Staaten              | DNF      |
|      | Justo Galaviz                    | Venezuela                       | DNF      |
|      | Nicolas Reidtler                 | Venezuela                       | DNF      |

## Weblink
- Ergebnisse in der Datenbank von Olympedia.org (englisch)

## Einzelnachweis
1. ↑  Erlebnisbuch unserer Olympiamannschaft, S. 100